# Stenoma myrrhinopa
Stenoma myrrhinopa es una especie de polilla del género Stenoma, orden Lepidoptera.
Fue descrita científicamente por Meyrick en 1932.

## Descripción
Es de hábitos nocturnos y su envergadura es de 16 a 18 mm.

## Distribución
Stenoma myrrhinopa habita en el continente de América, en Brasil y Guatemala.